# Figura geometryczna
Figura geometryczna – dowolny podzbiór danej przestrzeni, zwykle przestrzeni euklidesowej, afinicznej lub rzutowej.

## Rodzaje
Figurę homeomorficzną z prostą lub jej częściami nazywamy linią lub krzywą (figurą jednowymiarową), z płaszczyzną lub jej częściami – powierzchnią (figurą dwuwymiarową), z przestrzenią lub jej częściami – bryłą (figurą trójwymiarową).
Figurą liniową nazywa się figurę, która może być zanurzona w przestrzeni jednowymiarowej, czyli leży na pewnej prostej, płaską – w przestrzeni dwuwymiarowej, czyli leży w pewnej płaszczyźnie, przestrzenną – w przestrzeni trójwymiarowej (nie może być zawarta w żadnej płaszczyźnie). Innymi słowy figurami liniowymi nazywa się figury, które wymagają parametryzacji jednowymiarowej, płaskimi – dwuwymiarowej, zaś przestrzennymi – przynajmniej trójwymiarowej.
Figura liniowa jednowymiarowa to np. odcinek. Figury płaskie jednowymiarowe to m.in. okrąg, elipsa, parabola, hiperbola. Figury płaskie dwuwymiarowe to np. koło, wielokąty. Figura przestrzenna jednowymiarowa to np. linia śrubowa, dwuwymiarowa – sfera, trójwymiarowe – m.in. kula, sześcian, ostrosłup.
W przestrzeni czterowymiarowej może być zanurzona figura „hiperprzestrzenna”: trójwymiarowa hiperpowierzchnia, np. hiperpłaszczyzna lub czterowymiarowa (hiperbryła), np. hiperkula, hipersześcian.